# Pinterville
Pinterville település Franciaországban, Eure megyében. Lakosainak száma 805 fő (2022. január 1.). Pinterville Louviers, Acquigny, Heudebouville, Le Mesnil-Jourdain és Vironvay községekkel határos.

## Népesség
A település népességének változása:
| Lakosok száma | 419  | 516  | 835  | 850  | 750  | 749  | 745  | 760  | 767  | 805  |
|               | 1968 | 1982 | 1990 | 2006 | 2013 | 2015 | 2017 | 2019 | 2020 | 2022 |